# How Do You Sleep? (Sam Smith)
How Do You Sleep? è un singolo del cantautore britannico Sam Smith, pubblicato il 19 luglio 2019.

## Accoglienza
Rolling Stone l'ha descritta come una ballata pop sull'andare avanti.

## Video musicale
Il video musicale, diretto Grant Singer, è stato pubblicato in concomitanza con l'uscita del singolo. La coreografia è stata curata da Parris Goebel. Il video mostra il cantante ballare con una squadra di ballerini senza maglia.

## Classifiche

### Classifiche settimanali
| Classifica (2019-20) | Posizione massima |
| -------------------- | ----------------- |
| Argentina            | 94                |
| Australia            | 10                |
| Austria              | 40                |
| Belgio (Fiandre)     | 11                |
| Belgio (Vallonia)    | 6                 |
| Canada               | 16                |
| Corea del Sud        | 180               |
| Danimarca            | 14                |
| Estonia              | 7                 |
| Francia              | 119               |
| Germania             | 43                |
| Grecia               | 4                 |
| Irlanda              | 4                 |
| Islanda              | 6                 |
| Italia               | 66                |
| Lettonia             | 4                 |
| Libano               | 1                 |
| Lituania             | 3                 |
| Malaysia             | 4                 |
| Norvegia             | 9                 |
| Nuova Zelanda        | 5                 |
| Paesi Bassi          | 17                |
| Portogallo           | 23                |
| Regno Unito          | 7                 |
| Repubblica Ceca      | 11                |
| Romania              | 18                |
| Singapore            | 2                 |
| Slovacchia           | 8                 |
| Slovenia             | 21                |
| Spagna               | 87                |
| Stati Uniti          | 24                |
| Svezia               | 20                |
| Svizzera             | 26                |
| Ungheria             | 12                |

### Classifiche di fine anno
| Classifica (2019) | Posizione |
| ----------------- | --------- |
| Australia         | 52        |
| Belgio (Fiandre)  | 49        |
| Belgio (Vallonia) | 65        |
| Canada            | 66        |
| Danimarca         | 62        |
| Islanda           | 24        |
| Lettonia          | 26        |
| Norvegia          | 39        |
| Nuova Zelanda     | 46        |
| Paesi Bassi       | 46        |
| Regno Unito       | 62        |
| Stati Uniti       | 83        |
| Svizzera          | 71        |
| Ungheria          | 38        |
| Classifica (2020) | Posizione |
| Portogallo        | 136       |
| Romania           | 40        |